# Leszna (obwód brzeski)
Leszna (biał. Лешня, Lesznia; ros. Лешня, Lesznia) – wieś na Białorusi, w obwodzie brzeskim, w rejonie kamienieckim, w sielsowiecie Widomla.

## Historia
W XIX i w początkach XX w. położona była w Rosji, w guberni grodzieńskiej, w powiecie brzeskim, w gminie Turna.
W dwudziestoleciu międzywojennym leżała w Polsce, w województwie poleskim, w powiecie brzeskim, w gminie Turna. W 1921 miejscowość liczyła 242 mieszkańców, zamieszkałych w 46 budynkach, w tym 173 Polaków, 56 Białorusinów i 13 Żydów. 162 mieszkańców było wyznania rzymskokatolickiego, 67 prawosławnego i 13 mojżeszowego.
Po II wojnie światowej w granicach Związku Sowieckiego. Od 1991 w niepodległej Białorusi.